# Minnesang
A minnesang a trubadúrköltészet német megfelelője, a középkori világi irodalomhoz tartozó ág. Művelője a minnesänger.
Művészetükre a népköltészethez tartozó májusdalok, tavaszköszöntők jelentős hatást gyakoroltak. A minnesangekben a természet és a szerelem a leggyakoribb téma, a múlt és a jövő szerelmeivel összefüggésben az erotika is megjelenik. Az irányzat ápolói, a minnesängerek általában a trubadúrokhoz hasonlóan lovagok voltak, bár a XIV. századtól megjelentek közöttük az iparosok, kereskedők, városi polgárok is. A céhek mintáját követve mesterdalnok-iskolákat hoztak létre, és emellé társultak az évente megrendezett dalnokversenyek is.
A szűkebb értelemben vett minnesang csak az udvari szerelmet megéneklő dalokat jelentette, később az egész XII-XIII. századi német irodalomra használták ezt a kifejezést. Az irányzat jellemzői provanszál hatást mutatnak.

## Jelentősége
A minnesäng már áttöri a lovagi líra szigorú, távolságtartó magatartását, és többször a valós, beteljesült, boldog szerelem jelenik meg. Ez a szemlélet már mellőzi a korabeli vallási normákat is. A stílusból adódóan kevés az allegória.

## Híres minnesängerek
- Friedrich von Hausen
- Der Kürenberger
- Neidhart von Reuenthal
- Tannhäuser
- Walther von der Vogelweide[1]